# Arnold Superczyński
Arnold Superczyński (ur. 1950 w Kruszwicy, zm. 1999 w Lublinie) – polski policjant, absolwent I LO w Zamościu im. Jana Zamoyskiego i Wydziału Prawa UMCS w Lublinie.

## Życiorys
Syn oficera z Technicznej Szkoły Wojski Lotniczych w Zamościu. Maturę uzyskał w 1968 po czteroletniej nauce w I Liceum Ogólnokształcącym im. Jana Zamoyskiego w Zamościu. Studiował prawo na Uniwersytecie im. Marii Curie-Skłodowskiej w Lublinie.
Pracował w policji. W 1992 roku pełnił funkcję szefa Komendy Wojewódzkiej Policji w Lublinie, od marca 1995 roku pełni obowiązki komendanta w KSP, a od 19 lipca 1995 dostał nominację na szefa Komendy Stołecznej Policji. W wyniku stawianych mu publicznych oskarżeń i pomówień podał się do dymisji 7 listopada 1995 roku. W czasie swojej służby wprowadził skuteczne modyfikacji i reorganizacje podległych mu jednostek, podwyższające skuteczną działalność policji przeciwko przestępczości zorganizowanej. M.in. za jego kierownictwa powołano grupę specjalną, która ujęła Roberta K., pseudonim Ciolo, groźnego zabójcę.

## Odznaczenia (lista niepełna)
Odznaczony Złotem Krzyżem Zasługi (3 listopada 1995).